# Municipio de Rock Hill
El municipio de Rock Hill (en inglés: Rock Hill Township) es un municipio ubicado en el condado de Burleigh en el estado estadounidense de Dakota del Norte. En el año 2010 tenía una población de 25 habitantes y una densidad poblacional de 0,27 personas por km².

## Geografía
El municipio de Rock Hill se encuentra ubicado en las coordenadas 47°6′47″N 100°25′54″O / 47.11306, -100.43167. Según la Oficina del Censo de los Estados Unidos, el municipio tiene una superficie total de 93.52 km², de la cual 93,52 km² corresponden a tierra firme y (0 %) 0 km² es agua.

## Demografía
Según el censo de 2010, había 25 personas residiendo en el municipio de Rock Hill. La densidad de población era de 0,27 hab./km². De los 25 habitantes, el municipio de Rock Hill estaba compuesto por el 100 % blancos. Del total de la población el 0 % eran hispanos o latinos de cualquier raza.